# Gastrodia longitubularis
Gastrodia longitubularis là một loài thực vật có hoa trong họ Lan. Loài này được Q.W.Meng, X.Q.Song & Y.B.Luo mô tả khoa học đầu tiên năm 2007.